# 坎波德克里普塔纳
坎波德克里普塔纳，是西班牙卡斯蒂利亚-拉曼恰雷阿尔城省的一个市镇。 总面积302平方公里，总人口13184人（2001年），人口密度44人/平方公里。